# 장미와 태양
〈장미와 태양〉(일본어: 薔薇と太陽 바라토타이요[*])은 KinKi Kids의 36번째 싱글이다.

## 개요
전작 〈꿈을 꾸면 상처받는 일도 있어〉 이래, 약 8개월 만의 싱글이다.

## 수록곡

### 초회반 A
CD
1. 薔薇と太陽 / 장미와 태양
작사·작곡: 요시이 카즈야 / 편곡: 후나야마 모토키
2. 薔薇と太陽 ― Backing Track ―

DVD
1. 薔薇と太陽 Music Clip & Making / Music Clip type K / Music Clip type T

### 초회반 B
1. 薔薇と太陽 / 장미와 태양
2. Unlock Baby
작사: 코이데 유스케 / 작곡: Noh Hyun, Won Young Heon, Kim Tae Wan / 편곡: CHOKKAKU

DVD
1. 소와 투우사

### 통상반
1. 薔薇と太陽 / 장미와 태양
2. Fall Dance
작사·작곡: 나루미 카즈토 / 편곡: 나루미 카즈토, 오사다 나오유키
3. 今の僕がある理由 / 지금의 내가 있는 이유
작사·작곡: canna / 편곡: sugarbeans